# Rudi Assauer
Rudolf "Rudi" Assauer, född 30 april 1944 i Sulzbach i Saarland, död 6 februari 2019 i Herten i Nordrhein-Westfalen, var en tysk före detta professionell fotbollsspelare och ledare. Assauers spelarkarriär inleddes 1963 och han spelade mellan 1964 och 1970 i Borussia Dortmund och mellan 1970 och 1976 i Werder Bremen. Efter att han avslutade spelarkarriären 1976 har han varit aktiv i olika ledarroller inom fotboll. Bland annat som huvudtränare för Werder Bremen och Schalke 04. Mellan 1993 och 2006 var han sportchef i Schalke. Efter det har han varit aktiv som spelaragent och driver det egna företaget Assauer Sportmanagement AG.

## Liv

### Barndom
Rudi Assauer föddes den 30 april 1944 i Saarland dit familjen hade flytt på grund av bombräderna, men två veckor efter födseln återvände de till staden Herten i Ruhrområdet. Redan som barn betydde fotboll allt för Assauer, enligt Rudi själv klarade han skolan eftersom tvillingsystern Karin (som gick i samma klass) hjälpte honom. När han var 14 år lämnade han skolan och började en lärlingsutbildning och jobbade i en gruva i ett halvt år, senare utbildade han sig till banktjänsteman.

### Fotbollsproffs
1964 gick Rudi Assauer till Borussia Dortmund som vann DFB-Pokal (tyska cupen) under hans första säsong i klubben, två år senare vann laget cupvinnarcupen mot favoriterna Liverpool FC, den första europeiska titeln för ett tyskt klubblag. 1970 bytte Assauer till Werder Bremen där han spelade fram till 1976 när han efter sammanlagt 307 Bundesligamatcher för både Dortmund och Bremen avslutade sin proffskarriär.

### Sportchef
Omgående efter att Assauer hade lagt skorna på hyllan blev han Bundesligas yngsta sportchef i Werder Bremen 1976, fem år senare gick han till Schalke 04 men slutade 1986 på grund av meningsskiljaktigheter med presidenten Hans-Joachim Fenne. I april 1993 återvände Assauer till Gelsenkirchen när klubben stod vid ruinens brant och var nära att förlora elitlicensen. Under den nygamla sportchefen sanerades klubben ekonomiskt och säsongen 1995/96 slutade laget på plats tre i Bundesliga vilket innebar spel i UEFA-cupen. Säsongen 1996/97 hämtade Assauer tränaren Huub Stevens som ledde laget till segern i UEFA-cupen i maj 1997, klubbens hittills största framgång. Schalke var även mycket nära att vinna Bundesliga 2001, men ett mål på tilläggstid för Bayern München omintetgjorde denna dröm. Schalkes sportchef kommenterade mardrömmen med orden: "Ich glaube nicht mehr an den Fußball-Gott" (ungefär: "Jag tror inte på någon rättvisa längre"). En vecka senare vann laget DFB-Pokal och återupprepade denna framgång 2002. Även den nya fotbollsarenan "Auf Schalke" byggdes under Assauers ledarskap och invigdes 2001.

### De sista åren
När Huub Stevens slutade 2002 gick Schalkes hittills mest framgångsrika tid mot sitt slut. Assauer visade även fler och fler tecken på att han hade insjuknat i sjukdomen Alzheimers, något han först ignorerade och sedan hemlighöll. Han glömde möten och kom inte längre ihåg vissa saker vilket resulterade i att han slutade 2006. 2012 publicerades en biografi om hans sjukdom, senare följde en tevedokumentär. Assauers sekreterare Sabine Söldner, som från början uppfattade "chefen" som väldigt arrogant, blev sedan en nära vän som vårdade honom under hans sista tid i livet. Rudi Assauer dog den 6 februari 2019.

## Meriter
- DFB-Pokal: 1965
- Cupvinnarcupen: 1966